# دومینیک وینت
دومینیک وینت (انگلیسی: Dominique Voynet؛ زادهٔ ۴ نوامبر ۱۹۵۸) در مونتبلیر، دو (فرانسه) یک سیاستمدار فرانسوی است. او عضو اروپ اکولوژی - سبزها است.
دومینیک وینت شهردار سابق مونتروی، سن-سن-دنی و  سناتور  سنا برای دپارتمان‌های فرانسه از سن-سن-دنی بود.

## زندگی‌نامه
دومینیک وینت، که یک پزشک متخصص بیهوشی بود، در اواخر دهه ۱۹۷۰، در حین تحصیل شروع به شرکت در فعالیت‌های زیست‌محیطی کرد. در همین رابطه وی با تأسیس راکتورهای اتمی فسنهایم و مالویل و همچنین از جانب انجمن حفاظت از طبیعت «بلفورت» با جنگل‌زدایی در منطقه وسگس به مبارزه برخاست.
در همین زمان بود که به سیاست تمایل پیدا کرد و موضوعاتی مانند تلاش‌های اجتماعی، صلح و محیط زیست که در آن زمان در فرانسه توسط هیچ حزبی نمایندگی نمی‌شدند برای وی از اهمیت برخوردار بودند. به همین دلیل بود که او به یکی از اعضای بنیانگذار حزب سبزها (فرانسه) تبدیل شد.
دومینیک وینت در سال ۱۹۸۹ به عنوان نماینده پارلمان اروپا انتخاب شد. وی از سال ۱۹۹۲ تا ۱۹۴۴ عضوی از شورای منطقه ایی فرانش-کنته شده‌است.
وی در انتخابات ریاست جمهوری سال ۱۹۹۵ شرکت کرد که باعث افزایش اعتبار عمومی وی در سراسر فرانسه گردید و در دور اول رای‌گیری ۳٫۳۲٪ آرا را به دست آورد.
وی در دور دوم انتخابات شهرداری، ۱۶ مارس ۲۰۰۸، با غلبه بر ژان پیر برارد شهردار کمونیست قدیمی از ۱۹۸۴، به عنوان شهردار مونتروی، سن-سن-دنی در سن سنت دنیس انتخاب گردید. وی از ۱۹۹۷ تا ۲۰۰۱ وزیر محیط زیست و برنامه‌ریزی منطقه‌ای در کابینه دولت لیونل ژوسپین بود. در ۹ ژوئیه ۲۰۰۱ استعفا داد و ایو کوچت جایگزین وی شد.
در سال ۲۰۰۴ به عنوان سناتور بخش سن سنت-دنیس انتخاب شد. از زمان انتخابات شهرداری ۲۰۰۸ فرانسه، وی به عنوان شهردار منتخب مونتروئیل انتخاب گردید.
دومینیک ووینت به‌عنوان نامزد سبز برای انتخابات ریاست جمهوری سال ۲۰۰۷ در ۱۹ ژوئیه ۲۰۰۶ انتخاب شد. وی در دور اول انتخابات، ۵۷۶٬۶۶۶ رأی معادل ۱/۵۷٪ را به دست آورد و از رسیدن به دور دوم بازماند.
در تاریخ ۲۵ نوامبر ۲۰۱۳، ووینت اعلام کرد که با شکایت و  اعتراض نسبت به "تخریب زندگی سیاسی" وی در مونتروئیل و جاهای دیگر، سمت شهرداری مونتروئیل را برای بار دوم قبول نمی‌کند.  
وی در اول ژانویه ۲۰۲۰، در سمت مدیر آژانس بهداشت منطقه‌ای مایوت آغاز به کار کرد.

## مواضع سیاسی
در مقاله‌ای در ۲۰۱۶ که توسط روزنامه ژورنال‌دودیمانژ، برای افشای اظهارات جنسیت‌گرایانه، حرکات و رفتارهای نامناسب با زنان، ووینت به شانزده زن سیاستمدار و مشهور دیگر از جمله الیزابت گویگو، کریستین لاگارد و والری پکرس پیوست.